# Holomitrium borbonicum
Holomitrium borbonicum är en bladmossart som beskrevs av Georg Ernst Ludwig Hampe och Bescherelle 1880. Holomitrium borbonicum ingår i släktet Holomitrium och familjen Dicranaceae. Inga underarter finns listade i Catalogue of Life.